# Otlophorus pulverulentus
Otlophorus pulverulentus är en stekelart som först beskrevs av Holmgren 1857.  Otlophorus pulverulentus ingår i släktet Otlophorus och familjen brokparasitsteklar. Arten är reproducerande i Sverige. Inga underarter finns listade i Catalogue of Life.